# 45.º Escuadrón de la RAF (Reino Unido)
El 45.º Escuadrón de la RAF es un escuadrón aéreo de la Royal Air Force. El escuadrón, que se estableció el 1 de marzo de 1916 como parte del Royal Flying Corps, actualmente brinda entrenamiento de vuelo utilizando Embraer Phenom 100 y opera bajo el mando de la Escuela de Entrenamiento de Vuelo No. 3 en RAF Cranwell, Lincolnshire.

## Símbolos
La insignia del escuadrón, apodado The Flying Camels, es un camello alado, aprobado por el rey Eduardo VIII del Reino Unido en octubre de 1936. La insignia y el apodo se derivan del Sopwith Camel utilizado por la unidad en la Primera Guerra Mundial y su largo servicio en Oriente Próximo. Su lema en latín, Per ardua surgo, significa A través de las dificultades surjo.

## Aviones

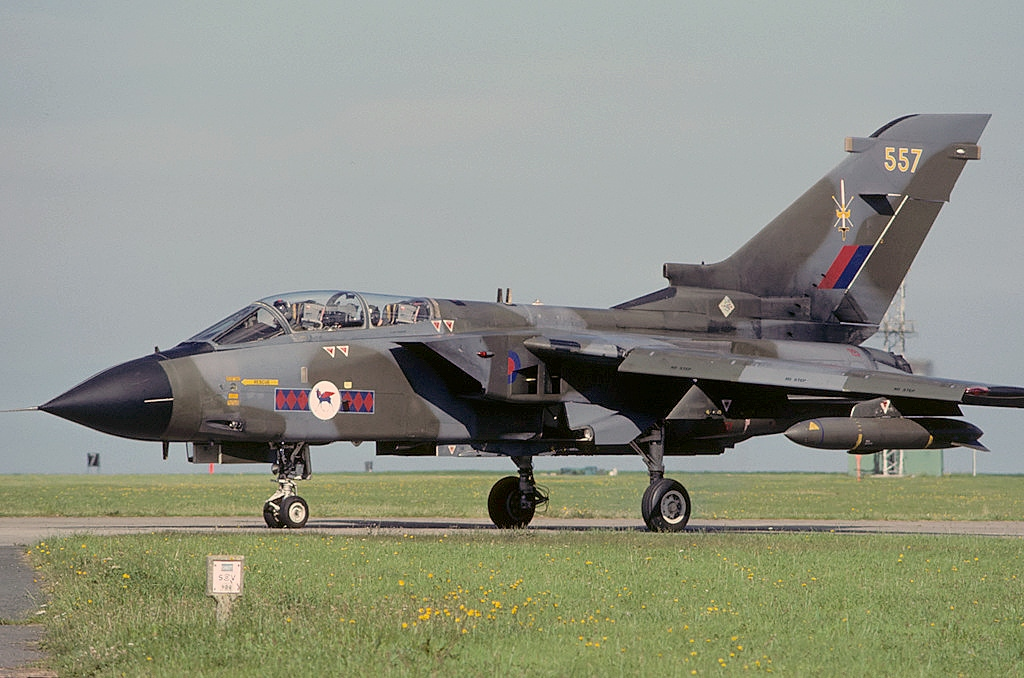
Panavia Tornado GR.1 del 45.º Escuadrón de la RAF.

- Sopwith 1½ Strutter
- Sopwith Camel
- Vickers Vernon
- Airco DH.9A
- Fairey III
- Hawker Hart
- Vickers Vildebeest
- Fairey Gordon
- Bristol Blenheim
- Vultee A-31 Vengeance
- de Havilland Mosquito
- Bristol Beaufighter
- Bristol Brigand
- de Havilland Hornet
- de Havilland Venom
- de Havilland Vampire
- English Electric Canberra
- Bristol Buckmaster
- North American T-6 Texan
- Hawker Hunter
- Panavia Tornado
- Beechcraft Super King Air
- Embraer Phenom 100